# Museu d'Art Modern i Contemporani de Santander i Cantàbria
El Museu d'Art Modern i Contemporani de Santander i Cantàbria (MAS), conegut fins a 2011 com a Museu de Belles arts de Santander, és una col·lecció d'art amb seu a Santander (Cantàbria). Inaugurat el 1909, és el principal museu d'art de la regió, amb una col·lecció de pintura i escultura dels segles XV al XX, de les escoles italiana, flamenca i espanyola, destacant especialment una important presència d'artistes càntabres.
Entre el fons de la seva col·lecció destaca el retrat que Francisco de Goya va pintar, cap a 1814, del rei Ferran VII per encàrrec del regidor del Consell Municipal de Santander. Va ser realitzat en uns 15 dies i en el fons es va incloure, per voluntat dels comitents, una al·legoria d'Espanya agraïda, amb cadenes trencades i altres elements simbòlics.